# Клют (Техас)
Клют (англ. Clute) — місто (англ. city) в США, в окрузі Бразорія штату Техас. Населення — 10 604 особи (2020).

## Географія
Клют розташований за координатами 29°1′38″ пн. ш. 95°23′56″ зх. д. / 29.02722° пн. ш. 95.39889° зх. д. (29.027135, -95.398795).  За даними Бюро перепису населення США в 2010 році місто мало площу 14,65 км², з яких 13,89 км² — суходіл та 0,76 км² — водойми.

## Демографія
Згідно з переписом 2010 року, у місті мешкало 11 211 осіб у 3896 домогосподарствах у складі 2727 родин. Густота населення становила 765 осіб/км².  Було 4549 помешкань (311/км²).
Расовий склад населення:
| - 69,2 % — білих - 10,5 % — чорних або афроамериканців - 0,9 % — корінних американців - 0,7 % — азіатів - 15,6 % — осіб інших рас |

До двох чи більше рас належало 3,1 %. Частка іспаномовних становила 53,6 % від усіх жителів.
За віковим діапазоном населення розподілялося таким чином: 31,3 % — особи молодші 18 років, 60,2 % — особи у віці 18—64 років, 8,5 % — особи у віці 65 років та старші. Медіана віку мешканця становила 28,8 року. На 100 осіб жіночої статі у місті припадало 96,5 чоловіків;  на 100 жінок у віці від 18 років та старших — 93,2 чоловіків також старших 18 років.
Середній дохід на одне домашнє господарство  становив 55 000 доларів США (медіана — 45 307), а середній дохід на одну сім'ю — 61 194 долари (медіана — 50 163). Медіана доходів становила 50 069 доларів для чоловіків та 27 375 доларів для жінок. За межею бідності перебувало 19,3 % осіб, у тому числі 23,5 % дітей у віці до 18 років та 10,9 % осіб у віці 65 років та старших.
Цивільне працевлаштоване населення становило 5417 осіб. Основні галузі зайнятості: освіта, охорона здоров'я та соціальна допомога — 19,5 %, виробництво — 16,7 %, будівництво — 16,5 %.